# ATCvetコード QI
ATCvetコード QI（免疫学薬）は、獣医学で使用する解剖治療化学分類法（ATCコード）の分類の一つ。世界保健機関が割り当てた英数字のコード体系であり、獣医学における医薬品その他の医療用品の分類を示す。
ATCコードで分類できないものがある場合は、内国レベルの事案に関して、世界保健機関が割り当てていない未使用コードを追加拡張して使用することが可能である。